# Paolo Callalo
Paolo Callalo (Venezia, 16 agosto 1655 – 26 giugno 1725) è stato uno scultore italiano, cittadino veneziano, attivo nel Veneto, in special modo a Venezia, in Friuli, nei domini istriani e dalmati fino a spingersi all'Interno dei domini ungheresi e asburgici a Lubiana e Zagabria. Considerato marginalmente dalla critica fino allo studio di Simone Guerriero del 1997 che ne ha focalizzato la personalità (e precisato attribuzioni di opere fino ad allora non identificate o equivocate) negli anni successivi il suo catalogo si è arricchito con nuove attribuzioni e conferme.

## Biografia
Nacque in contrada di San Basilio figlio dello squerarol Costantin Calalo. Il 9 ottobre 1670 viene avviato al garzonato presso l'intagliatore in legno Zuan Maria Gasparini che per cinque anni avrebbe dovuto tenerlo in casa ed insegnargli il mestiere ma di qui fugge meno di un anno dopo, il 5 settembre 1671. L'anno successivo risultava registrato tra i garzoni dell'Arte dei Tagiapiera, ma per una lacuna nelle documentazioni non sappiamo presso quale maestro lavorasse. Risultava già maestro nel 1689, con bottega propria ed almeno un aiutante, quando affittò uno scoperto dei frati della Carità. Nel 1686 prese casa presso i Carmini dove nel 1689 sposò la convivente Franceschina Comicioli. La moglie morì il 28 novembre 1706 e Callalo si risposò il 29 giugno 1707 con Pasqua Martelli. Nell'aprile 1725 morì anche Pasqua e dopo averla seppellita, come la prima moglie, in un'arca della Scuola dei Carmini, di cui era confratello e più volte anche consigliere, anche Callalo, a giugno, spirò.
Le prime opere risultano risalire già al 1683-1684 in base al pagamento da parte del priore dei Carmelitani, registrato nell'aprile 1684, per delle statue. Sebbene non siano precisamente indicate nel documento possono essere identificabili con i due angeli centrali nel secondo ordine del nuovo altare di Santa Teresa agli Scalzi. Questo in parte per affinità stilistiche con altre opere note ed in parte confermato dall'attribuzione ad altri delle sculture residue nel complessa architettura dell'altare concepita da Antonio Gaspari: gli altri due angeli verso l'esterno sono attribuibili quello di destra a Tommaso Rues e quello di sinistra al meno noto Giovanni Carati (ma documentato anch'esso da una ricevuta), sempre al Rues va attribuito il tondo della Trinità posto al centro del timpano, i putti reggimensa sono sicuramente attribuibili a Giovanni Comin, restano in dubbio tra Callalo e Merengo le Vittorie sui pennacchi dell'arco, mentre il gruppo principale dell'Estasi di Santa Teresa risulta commissionato qualche anno dopo a Enrico Merengo e gli angeli che lo affiancano negli intercolumni, già settecenteschi, sono ascrivibili quello di destra ad Antonio Tarsia e l'altro a Giuseppe Torretti.
Altra opera giovanile è il monumento a Francesco Grassi Vescovo di Nona realizzato all'incirca tra il 1679 ed il 1685 nel Duomo di Chioggia i cui putti svolazzanti o distesi prefigurano quelli di San Giovanni Grisostomo.
Qualche anno dopo, nel 1687, Callalo consegnò l'Arcangelo San Michele ai frati di San Michele in Isola cui seguì il San Romualdo, ancora in situ.

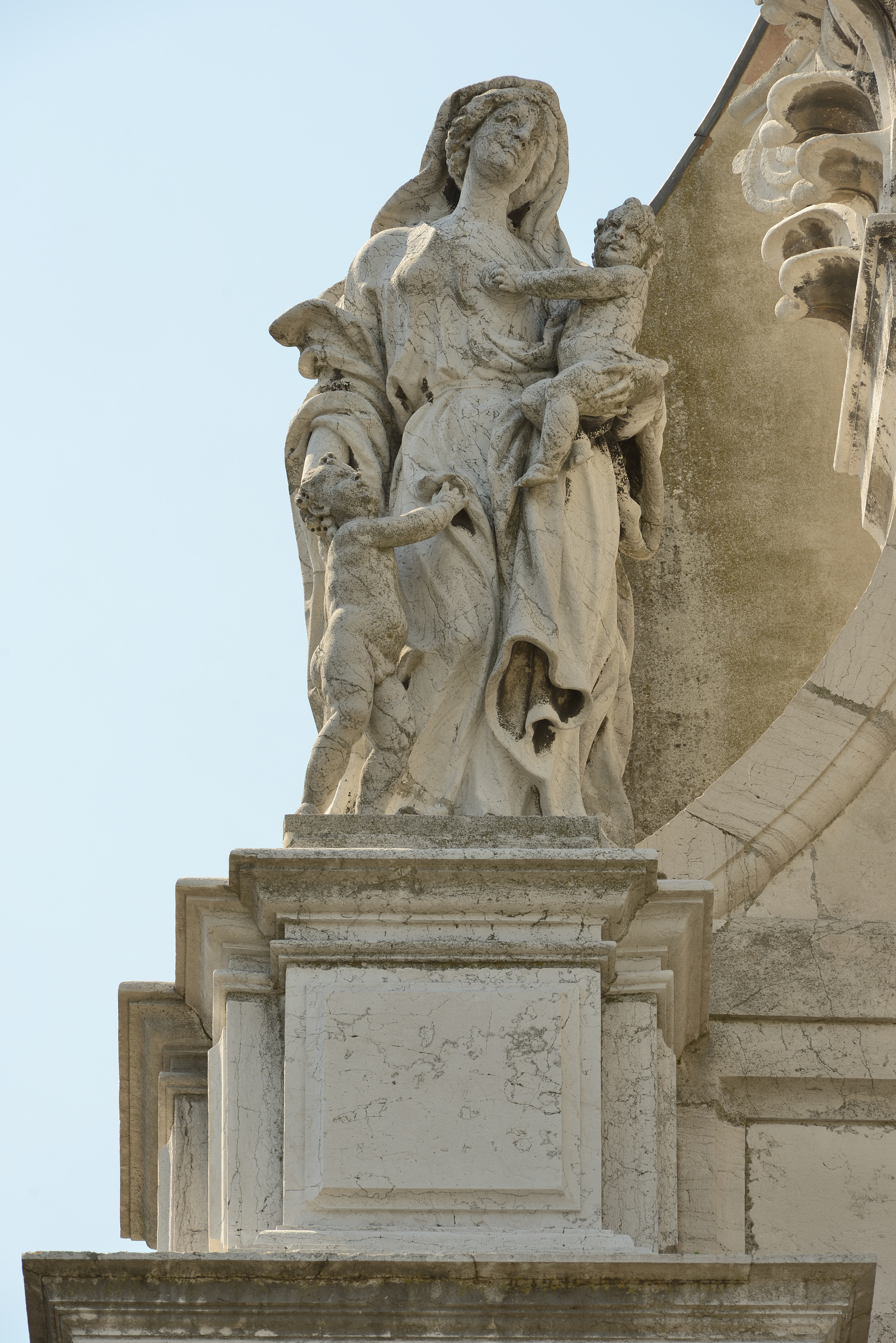
Allegoria della Carità, chiesa di San Stae, Venezia

Alla fine del Seicento Callalo in società con Giovanni Cariati, già incontrato agli Scalzi, fu chiamato a realizzare l'altare maggiore e reliquiario del duomo di Treviso. L'altare fu smontato nel 1912 e poi sostanzialmente distrutto dai bombardamenti dell'ultima guerra. Solo le cinque statue principali si salvarono, almeno parzialmente: i due Angioletti laterali, trasferiti nel 1956 alla chiesa di San Michele Arcangelo di Salgareda, l'Immacolata nel cui volto si rivela l'ispirazione al Merengo (la statua mutilata di in braccio nel bombardamento è ora in un corridoio che porta dal duomo alla sala capitolare), ed il San Prosdocimo, ora nella cripta del duomo, sono da attribuire al Collalo lasciando sicuramente al Cariati il San Pietro anch'esso nella cripta.
Nei primi del Settecento lo scultore realizzò tre statue – Cristo trasfigurato, Mosé e San Paolo – per il duomo di Albona con un linguaggio ormai decisamente maturo ma fortemente ispirato a Giusto Le Court specialmente nell'omologo complesso di Sant'Andrea della Zirada.
Altro omaggio a Le Court con alcuni debiti verso Merengo è il gruppo di statue che in quello stesso periodo gli fu commissionato per conto dei Francescani di Lubiana. Dopo la distruzione di quella chiesa francescana le sculture furono trasferite e risistemate nel 1787 nella chiesa di San Martino a Hrenovice (Postumia). Si tratta di una coppia di Angeli (di cui uno straordinariamente ispirato anche nella postura ad un altro del maestro fiammingo a Santa Giustina di Padova), la Vergine Addolorata, San Giovanni Evengelista, San Giacomo, Santa Caterina a cui si aggiungono due Angioletti particolarmente simili nel trattamento plastico a quelli di Treviso. 
Sempre per precisi motivi stilistici, in mancanza di informazioni documentarie e assenti altre attribuzioni, vengono attribuite a Callalo le due statue nelle nicchie della facciata di San Tomà a Venezia, San Marco e San Teodoro. La datazione è obbligatoriamente compresa tra il 1703 ed il 1709 in quanto le opere sono assenti nell'incisione di Carlevarijs (pubblicata appunto nel 1703) e presenti invece in quelle del Coronelli del 1709. Le altre statue acroteriali, il gruppo centrale dell'Incredulità di San Tommaso e quelle ai piedi del timpano, San Pietro e San Giacomo, sono pienamente documentate come opera di Francesco Cabianca.
Altre opere veneziane certamente attribuibili al Callalo sono l'Allegoria della Carità posta sulla sinistra della facciata di San Stae (apparentabile all'Immacolata di Treviso e alla Santa Caterina di Hrenovice), l'accompagnano all'interno della stessa chiesa gli angeli e i putti sui frontoni dei due altari di Sant'Osvaldo e del Crocifisso. Seguono il paliotto della Fuga in Egitto assieme ai putti reggimensa dell'altare di san Giuseppe a San Giovanni Grisostomo ed il San Simone sulla facciata dei Gesuiti.
Lo scultore operò anche per diversi altri centri del dominio veneziano. Si possono ricordare il gruppo di statue per Santa Maria delle Grazie a Este che comprende il Padre Eterno, Santa Marta e la Beata Osanna da Mantova e il coronamento di un altare della Madonna delle Salute, sempre ad Este, con due angeli ed un puttino. A Udine troviamo le sue statue della Fede e della Speranza sull'altare del Santissimo Sacramento del Cattedrale. A Castelfranco Veneto nella chiesa di Santa Maria della Pieve è stato riposizionato un San Gaetano da Thiene realizzato a cavallo del 1700 per una destinazione sconosciuta. A Dignano nella parrocchiale di San Biagio si trovano le statue di San Francesco e San Bonaventura (1698?) provenienti forse dall'altra chiesa dignanese di Santa Maria Traversa, ora scomparsa, ed a Zara nella Cattedrale troviamo una sua tarda Pietà  (successiva al 1719).

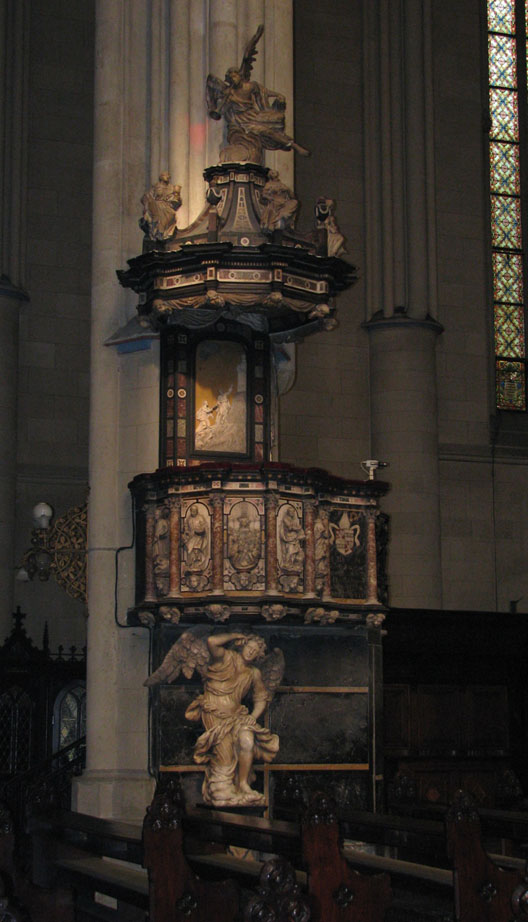
Paolo Callalo, Francesco Robba, Mihael Cussa e bottega, pulpito, Cattedrale dell'Assunzione di Maria e dei Santi Stefano I e Ladislao I, Zagabria

Callalo guadagnò una fama che lo portò a spingersi oltre ai domini veneziani talvolta anche nei territori asburgici, come per il già citato altare per Lubiana e come per questo spesso in collaborazione con l'altarista sloveno Mihael Cussa. Così è per la coppia San Pietro di Alcantara e San Giovanni di Capistrano per la chiesa del villaggio di Mekinje (vicino a Lubiana). Senz'altro un gruppo più cospicuo di opere fu eseguito per la Cattedrale di Zagabria in collaborazione proprio con Cussa. Il primo lavoro fu il pulpito per cui Callalo scolpì l'Angelo atlante che lo sorregge ed i cinque pannelli del parapetto di cui quattro in altorilievo con gli Evangelisti ed uno in bassorilievo con Gesù tra i dottori (1695-1697). Successivamente alla morte di Cussa (1699), ma sempre collaborando con la bottega che era di questi, scolpi un San Luca ed una Ultima Cena a bassorilievo per gli omonimi altari (1703). Provenienti sempre dalla Cattedrale, ma spostati nel Palazzo Arcivescovile dopo la ristrutturazione seguita al terremoto del 1880, sono le due statue dei re d'Ungheria Santo Stefano I e San Ladislao I. Nel 1707 realizzò anche le statue di San Paolo eremita e Sant'Antonio abate per santuario dell'Assunzione del quartiere zagrebino di Remete. Più tardi (1723) sono gli angeli sul timpano spezzato del portale di Sant'Ignazio a Gorizia.